# Речевой портрет Рамзана Кадырова

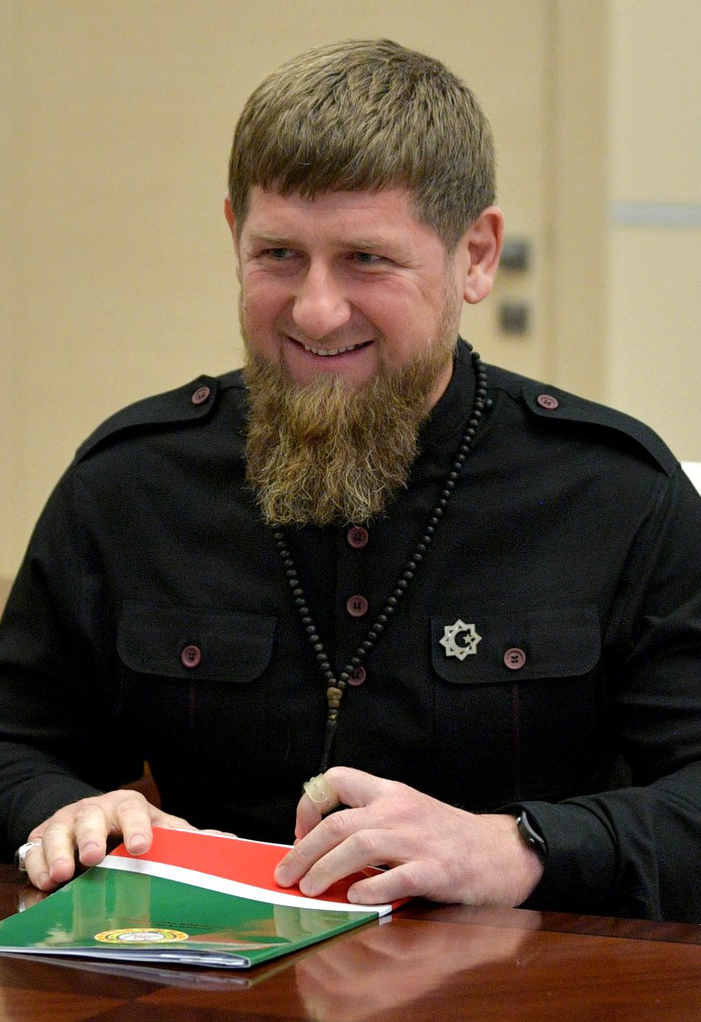
Глава Чеченской Республики Рамзан Кадыров, 2018 год

Речевой портрет (речевая характеристика) главы Чечни Рамзана Ахматовича Кадырова неоднократно попадал в фокус внимания исследователей и имеет разные оценки. Среди речевых особенностей Кадырова отмечаются ироничность, метафоричность, многочисленные риторические вопросы, избегание сложных конструкций, намеренное разделение текста на несколько пунктуационно и интонационно самостоятельных отрезков, особенности акцента, большая степень спонтанности речи.

## Лингвистический анализ
Исследователь речевого портрета Кадырова Э. С. Азиева в 2014 году писала, что если Кадыров «первоначально вошел в публичную политику с погрешностями в синтаксисе, „рубленостью“ формулировок и специфическим акцентом», то теперь «неузнаваемо изменилась к лучшему манера интонирования и жестикуляции, выработался навык общения с камерой, практически исчезли лексические ошибки и повторы». Азиева считает, что Кадыров умело использует психологические паузы, его жесты не мешают восприятию речи, а дополняют её. Нарушение Кадыровым орфоэпических норм Азиева связывает с особенностями чеченского языка, где ударение почти всегда стоит на первом слоге и является постоянным, в результате чего гласные звуки в словах произносятся без заметного выделения, почти всегда одинаково ровно. При этом чеченские согласные звуки произносятся с напряжением, по аналогии с немецким и английским языками. Азиева пишет, что при произнесении согласного в чеченском языке ощущается сильное мускульное напряжение всего речевого аппарата, чем объясняется значительно более энергичное звучание чеченских согласных в сравнении с русскими, и такие особенности наложили свой отпечаток на русскую речь Рамзана Кадырова в виде характерного акцента.
Кандидат филологических наук, доцент кафедры теории преподавания факультета иностранных языков и регионоведения МГУ имени М. В. Ломоносова Н. Е. Медведева отмечает, что диалоговый формат общения Рамзана Кадырова предполагает большую степень спонтанности речи. По мнению исследователя, доминантным свойством речей Кадырова является яркое личностное начало, самоуверенность и бескомпромиссность.
Кандидат филологических наук, лингвист и журналист Ольга Северская считает речь президента Чечни Рамзана Кадырова ярко выделяющейся на общем фоне политической риторики. Северская пишет, что Кадырову «нравится мыслить в терминах войны. Не случайно он представляет В. В. Путина — полководцем, себя — рядовым». Исследователь, приводя слова Кадырова, сказанные в 2007 году: «Я пехотинец Путина и защитник России», делает вывод, что слово «пехотинец» в этой конструкции появляется закономерно: поскольку именно пехота является движущейся силой военных действий, а Путин для Кадырова — «могущественный полководец, поскольку остановил войну в Чечне». Северская считает, что Кадыров выбирает речевой имидж политика эпатажного типа.

## Ахмат — сила!
Кадыров называется основным адептом и популяризатором получившего распространение в Чеченской республике с 2017—2018 годов религиозно-политического лозунга «Ахмат — сила!».

## Дон
В 2022 году в фокус широкого общественного внимания попало использование Кадыровым в публичных выступлениях и обращениях паразитического слова «дон». Пользователи социальных сетей высказывали разные, порой ироничные версии о значении данного слова — от связи с рекой Дон до отсыла к главному герою романа Марио Пьюзо «Крёстный отец» Дону Корлеоне, получившему известность благодаря кинотрилогии американского кинорежиссёра Фрэнсиса Форда Кополлы. Кадыров на этот счёт объяснил: «на самом деле это всего лишь чечен. „дуй хьуна“, Я много раз объяснял и повторяю ещё раз: „дуй хьуна“ (не „дон“) говорю для связки слов. Это в чеченском варианте как „короче говоря“ на русском языке».

## Политические оценки
- Пресс-секретарь президента России Дмитрий Песков при оценке причин резкости Рамзана Кадырова выразил мнение, что жёсткость суждения главы Чеченской Республики спровоцирована богатым печальным опытом борьбы региона с терроризмом[7].